# Hsua
Hsua — викопний рід примітивних плауноподібних рослин класу Zosterophyllopsida, що існував у ранньому девоні. Скам'янілі відбитки рослини знайдені у відкладеннях формації Сюйцзячжун у провінції Юньнань на півдні Китаю. Рід названо на честь китайського палеоботаніка Чжена Гсю.

## Опис
Головні гілки Hsua robusta мають товщину близько одного сантиметра, вони розгалужуються і утворюють бічні гілки. Розгалуження псевдомоноподіальне. Наконечники згорнуті. Кожна маленька бічна гілка утворюється трохи вище дихотомічної гілки головної осі. Бічні гілки знаходяться в одній площині. Багатоклітинних придатків на поверхні гілки немає. У центрі гілки розташована еліптична в перерізі протостела. Ймовірно, він центрархічний, протоксилема розташована всередині, ксилема дозріває зсередини назовні. Трахеїди мають кільцеподібні вторинні потовщення стінки.
На бічних гілках, які розгалужуються дихотомічно, є кінцеві спорангії округлої або ниркоподібної форми. Вони відкриваються подібними клапанами. Спори розміром від 18 до 36 мікрометрів трійчасті, мають трипроменеве рильце. Гаметофіт невідомий.
У Hsua deflexa головна вісь була повзучою, бічні осі виступали від неї під прямим кутом. Сокири мали шипуваті нарости.

## Філогенія
Філогенетична кладограма, що зображає положення роду у порядку Sawdoniales:
|  | Anisophyton |
|  |             |
|  | Konioria    |
|  |             |

|  | Crenaticaulis |
|  |               |
|  | Serrulacaulis |
|  |               |

|  | Anisophyton |
|  |             |
|  | Konioria    |
|  |             |

|  | Crenaticaulis |
|  |               |
|  | Serrulacaulis |
|  |               |

|  | Anisophyton |
|  |             |
|  | Konioria    |
|  |             |

|  | Crenaticaulis |
|  |               |
|  | Serrulacaulis |
|  |               |

|  | Anisophyton |
|  |             |
|  | Konioria    |
|  |             |

|  | Crenaticaulis |
|  |               |
|  | Serrulacaulis |
|  |               |

|  | Barinophyton citrulliforme |
|  |                            |
|  | Barinophyton obscurum      |
|  |                            |
|  | Protobarinophyton          |
|  |                            |

|  | Gosslingia |
|  |            |
|  | Oricilla   |
|  |            |
|  | Tarella    |
|  |            |

|  | Anisophyton |
|  |             |
|  | Konioria    |
|  |             |

|  | Crenaticaulis |
|  |               |
|  | Serrulacaulis |
|  |               |

|  | Anisophyton |
|  |             |
|  | Konioria    |
|  |             |

|  | Crenaticaulis |
|  |               |
|  | Serrulacaulis |
|  |               |

|  | Anisophyton |
|  |             |
|  | Konioria    |
|  |             |

|  | Crenaticaulis |
|  |               |
|  | Serrulacaulis |
|  |               |

|  | Anisophyton |
|  |             |
|  | Konioria    |
|  |             |

|  | Crenaticaulis |
|  |               |
|  | Serrulacaulis |
|  |               |

|  | Barinophyton citrulliforme |
|  |                            |
|  | Barinophyton obscurum      |
|  |                            |
|  | Protobarinophyton          |
|  |                            |

|  | Gosslingia |
|  |            |
|  | Oricilla   |
|  |            |
|  | Tarella    |
|  |            |